# Uyanık
Uyanık ist ein Dorf im Landkreis Sarayköy der türkischen Provinz Denizli. Uyanık liegt etwa 28 km nordwestlich der Provinzhauptstadt Denizli und 10 km nordöstlich von Sarayköy. Uyanık hatte laut der letzten Volkszählung 539 Einwohner (Stand Ende Dezember 2010).